# 신안동 (진주시)
신안동(新安洞)은 대한민국 경상남도 진주시의 법정동이다. 면적은 1.07km2이고, 인구는 2013년 4월을 기준으로 5,428세대 14,690명이다.

## 개요
옛날의 진주군 중안면 신안동, 평촌동, 화동, 성내동 5동, 평거면 평거동 지역이다. 1914년 3월 1일에는 이들 지역 각 일부를 통합하여 평거면 신안리라 하였다. 1938년 7월 1일에는 진주읍으로 편입되고, 평거면은 해체되었다. 1977년 10월 8일 건설부공고 제116호로 진주시 나불천 지역 291,000평이 지구지정으로 고시후 택지조성이 완료되어 주택지로 개발되었다. 1995년 3월 1일 진주시 조례 제131호(95. 2. 28공포)로 평거동을 평거동과 신안동으로 분동하여 현재에 이르게 되었다.

## 지리
동쪽은 평거동, 남쪽은 내동면에 접하고, 서쪽과 북쪽은 대평면에 마주 닿아 있다. 남강댐으로 조성된 진양호를 끼고 있어서 자연 경관이 아름다워 관광지로 유명하다.

## 교육
- 진주교육대학교
  - 진주교육대학교 부설초등학교
- 신안초등학교
- 배영초등학교

## 아파트
| 단지명         | 건설사                      | 시행사       | 주소          | 입주        | 비고 |
| -------------- | --------------------------- | ------------ | ------------- | ----------- | ---- |
| 신안주공 1단지 | 두진종합건설㈜ ㈜한국중공업 | 대한주택공사 | 신안들말길 17 | 1998년 11월 |      |
| 신안주공 2단지 | ㈜대동주택                  | 대한주택공사 | 신안들말길 47 | 1996년 9월  |      |
| 신안주공 3단지 | ㈜대동주택                  | 대한주택공사 | 석갑로 58     | 1997년 11월 |      |

## 시설
- 진주공설운동장